# ちょうこくしつ座アルファ星
ちょうこくしつ座α星（ちょうこくしつざアルファせい、α Scl / α Sculptoris）は、ちょうこくしつ座で最も明るい恒星である。
この星は、青白色の巨星である。おひつじ座SX型変光星に分類され、変光範囲は0.01等である。
この星の光度は太陽の約1700倍で、表面温度は14,000Kである。半径は太陽の7倍であるが、質量は5.5倍である。スペクトルの変化は、かつてはブラックホールが公転しているためだと考えられていたが、現在では大気中の化学組成の変化に由来することが知られている。